# Sailor Pluto
Sailor Pluto (セーラープルート?, Sērā Purūto), il cui vero nome è Setsuna Meiou (冥王 せつな?, Meiō Setsuna), è un personaggio dell'anime e del manga Sailor Moon. Compare per la prima volta come Setsuna Meiou solo nella terza stagione e nella quinta, e come guerriera già da metà seconda stagione. Sailor Pluto combatte sotto la protezione del pianeta Plutone; insieme a Sailor Uranus, Sailor Neptune e Sailor Saturn fa parte del gruppo delle Guerriere del Sistema Solare Esterno. Nell'adattamento italiano dell'anime il suo nome è stato cambiato in Sidia.

## Aspetto e carattere
Sailor Pluto è tra i personaggi più misteriosi di tutta la storia. È una donna solitaria e molto riservata, ma anche diligente, posata, rassicurante e matura, nonché molto elegante e raffinata nel vestire. Possiede anche un notevole spirito altruistico, come si noterà nell'episodio in cui la guerriera fermerà il tempo per far sì che Sailor Moon completi la sua missione, pur conoscendo le fatali conseguenze di quel gesto che causeranno la sua morte. È una donna alta, snella e avvenente, dai lunghissimi capelli neri con sfumature verdastre e particolari occhi rosa.
Sailor Pluto viene presentata a metà della seconda serie. Nell'anime degli anni '90 si dice soltanto che è la guardiana delle porte del tempo, mentre nel manga ed in Pretty Guardian Sailor Moon Crystal viene aggiunto che, da bambina, ricevette il compito da Queen Serenity, ai tempi del Silver Millennium. Inoltre, alla fine della seconda serie Sailor Pluto muore per aver violato uno dei tre tabù che le sono stati posti dalla regina, ovvero ferma il tempo per impedire a Prince Demand di far toccare i due Cristalli d'Argento, del passato e del futuro, cosa che avrebbe portato alla distruzione di ogni cosa (nell'anime classico succede una cosa simile nella terza serie, quando la guerriera ferma il tempo per salvare Sailor Uranus e Neptune dall'esplosione del loro elicottero). Del suo alter ego Sailor Pluto, che appare nella terza serie, non si sa molto, soprattutto nell'anime degli anni '90; nel manga ed in Pretty Guardian Sailor Moon Crystal, la ragazza viene presentata inizialmente come studentessa dell'università Ko, collega di Reika Nishimura alla facoltà di scienze naturali. In Sailor Moon Crystal, Sailor Pluto muore nel XXX secolo e grazie all'aiuto di Neo Queen Serenity rinasce nel passato nel XX secolo. Dopo la battaglia contro i Death Buster, nell'anime classico ritorna alle porte del tempo, mentre nell'opera cartacea e nel nuovo anime cresce, insieme ad Haruka e Michiru, Hotaru in una sontuosa villa. Nella prima opera sopra citata, riappare nella quinta serie, durante la quale va a prendere Hotaru, che nel frattempo è cresciuta con il padre, per portarla dalle sue compagne Haruka e Michiru. Hotaru crescerà improvvisamente da uno a sei anni circa, durante l'attacco dei cloni di Nehellenia.
È molto affezionata a Chibiusa (che come la madre la chiama semplicemente Small Lady, tradotto letteralmente in Piccola Lady nell'adattamento italiano sia di anime che di manga), la quale si rivolge a Sailor Pluto chiamandola affettuosamente Pu; poiché la pronuncia in giapponese di Pluto è Puruto, Chibiusa la chiama utilizzando soltanto la prima sillaba (nomignolo rimasto invariato nell'edizione italiana dell'anime).
Nel capitolo Star 1 del manga la si vede lavorare come infermiera nella scuola di Chibiusa, sempre in questo arco della storia (almeno nel manga) sembra che ci siano due Sailor Pluto: una nel XX e un'altra nel XXX secolo: difatti nel capitolo Star 3 appare una Sailor Pluto nel XXX secolo parlare con la Neo-Regina Serenity che indossa la seconda divisa di trasformazione, mentre nel passato indossa la terza divisa. Più tardi nel capitolo Star 5 (dopo che Galaxia ha ucciso Pluto e rubato il suo Sailor Crystal) Chibiusa, nel futuro, vede i corpi di suo padre e delle guerriere Sailor Mercury, Mars, Jupiter, Venus e Pluto distesi in alcune bare con i loro Sailor Crystal che brillano, questo perché i cristalli dei loro alter ego del passato sono stati trafugati e quindi è avvenuta ciò che nel manga viene definita la loro "morte umana".
Nell'anime le cose sono differenti e sembra che esista solo una Sailor Pluto che viva al di fuori del normale spazio-tempo, montando di guardia alla Porta del Tempo e intervenendo quando le è richiesto.

## Trasformazioni e aspetti

### Custode delle Porte del Tempo
Sailor Pluto è la Custode delle Porte del Tempo, ed è dunque in grado di viaggiare attraverso il tempo. È lei, infatti, a permettere a Chibiusa di usare la chiave del tempo nell'anime, per raggiungere il XX secolo, chiave che darà poi l'opportunità anche a Sailor Moon, Tuxedo Kamen e le Guardian Senshi di effettuare un viaggio nel futuro. Nel manga invece Chibiusa ruba a Sailor Pluto la chiave del tempo, e viaggia nello spazio tempo senza il suo permesso, alla vita porta una cintura in cui sono attaccate altre chiavi, oltre a quella rubata da Chibiusa, ma non è dato sapere se tutte le chiavi abbiano la medesima funzione.

### Sailor Pluto

Sailor Pluto nell'anime

Dopo le brevi apparizioni nella seconda stagione, torna in qualità di combattente durante la terza per unire il suo talismano a quelli di Sailor Neptune e di Sailor Uranus e dare luogo alla Coppa Lunare: essendo, infatti, una guerriera del sistema solare esterno, possiede uno dei Tre Talismani, il Garnet Ball (Sfera Granato in Italia) posta sulla sommità del suo bastone a forma di chiave (chiamato invece Garnet Rod). Questo riferimento non è casuale, essendo ella posta alla guardia del varco spazio-temporale.
Verso la fine della terza serie, Sailor Pluto, mediante il suo talismano, utilizza la tecnica proibita consistente nell'arresto temporale, in modo da permettere alle sue due compagne di salvarsi. Tuttavia, a causa di questo atteggiamento, Sailor Pluto viene bandita per un certo periodo dalla Terra e rispedita a guardia del varco temporale. Riappare all'inizio della quinta serie nella battaglia contro la Regina Nehellenia e affianca le sue compagne durante la guerra contro Galaxia.
A Sailor Pluto è stato dato il controllo sul tempo in quanto discendente diretta di Crono, la personificazione del tempo; tuttavia, spesso si presenta anche come "Guardiana degli Inferi", poiché Plutone, nella mitologia romana, era il dio dell'oltretomba e tale caratteristica è evidente in alcuni dei suoi attacchi. E sempre a Plutone si ricollega il suo ruolo di Custode delle Porte del Tempo, in quanto il regno dei morti era considerato esattamente un varco temporale, il punto di passaggio da una dimensione ad un'altra (lo stesso pianeta Plutone viene citato sia come pianeta dell'Ade, che dello spazio-tempo). Un altro titolo della guerriera è quello di Guerriera del cambiamento.
Nel musical vi è una particolarità non presente nell'anime ed appena lasciata intendere nel manga: Sailor Pluto è innamorata di Re Endymion, tuttavia non si tratta di un amore contraccambiato.
Non appare nella serie live-action.

### Principessa Pluto

Simbolo di Plutone

Durante il Silver Millennium, Sailor Pluto era anche la principessa del suo pianeta. Da Queen Serenity aveva ricevuto il compito di sorvegliare le porte del tempo, nell'anime invece il suo compito durante Silver Millennium era proteggere da attacchi esterni il sistema solare con Sailor Uranus e Sailor Neptune. Si presume che prima che le fosse affidata la sua missione la Principessa Pluto viveva nel Charon Castle, ed indossava una veste nera, come appare nell'atto 41 del manga.

## Poteri e attacchi
Trasformazioni
| Formula originale             | Formula italiana (anime)                      | Formula italiana (manga)      | Uso nella serie |
| ----------------------------- | --------------------------------------------- | ----------------------------- | --------------- |
| Pluto Planet Power, Make Up!  | Potere di Plutone, Vieni a Me!                | Pluto Planet Power, Make Up!  | anime/manga     |
| Pluto Crystal Power, Make Up! | Potere del Cristallo di Plutone, trasformami! | Pluto Crystal Power, Make Up! | manga/Crystal   |

Pluto Planet Power, Make Up!: al momento della trasformazione, primo fra tutti appare il simbolo astronomico di Plutone e dopo aver ruotato su sé stesso si ricongiunge al Lip Rod di Sailor Pluto che appare sullo sfondo, e Setsuna lo afferra, mostrando delle unghie smaltate color lavanda.
Emanando delle sfere luminose della stessa tinta, Sailor Pluto crea un cerchio attorno a sé mentre si sente il chiaro ticchettio di un orologio, convocando una scia di energia color argento, simile a sabbia, che la avvolge dall'alto, per poi concentrarsi nella Garnet Orb, in cima al Garnet Rod, che viene afferrata da Sailor Pluto, nelle sue vesti di Guerriera.
Viene mostrato il suo viso e un leggero strato di rossetto rosato appare nelle sue labbra, prima che assuma la sua posa definitiva, mostrando sullo sfondo un'aurora boreale.
Attacchi
| Nome originale                                                                         | Traduzione                                                                                   | Nome italiano (anime)                                                                           | Nome italiano (manga)                                                                  | Uso nella serie     |
| -------------------------------------------------------------------------------------- | -------------------------------------------------------------------------------------------- | ----------------------------------------------------------------------------------------------- | -------------------------------------------------------------------------------------- | ------------------- |
| Time Stop                                                                              | Arresto temporale                                                                            | senza nome specifico                                                                            | Stop! Time, Stop!/O tempo, fermati!/Fermati! Tempo, fermati!                           | manga/anime/Crystal |
| Dead Scream                                                                            | Grido mortale                                                                                | Meteorite di Plutone, azione! / Grido della morte!                                              | Dead Scream                                                                            | manga/anime/Crystal |
| Garnet Ball (usa il talismano per creare una barriera)                                 | Sfera granato                                                                                | Sfera di granato                                                                                | Garnet Ball                                                                            | manga/Crystal       |
| Chronos Typhoon                                                                        | Tifone di Crono                                                                              | Tifone di Crono                                                                                 | Chronos Typhoon                                                                        | manga/Crystal       |
| Dark Dome Close                                                                        | Chiusura del palazzo oscuro                                                                  | Chiuditi palazzo dell'oscurità                                                                  | Dark Dome Close                                                                        | manga/Crystal       |
| Galactica Cannon (con Sailor Saturn)                                                   | Cannone Galattico                                                                            | n/a                                                                                             | Galactica Cannon                                                                       | manga               |
| Sailor Planet Power Uranus! Neptune! Pluto! Mercury! Mars! Jupiter! Venus! Meditation! | Potere Planetario Sailor Uranus! Neptune! Pluto! Mercury! Mars! Jupiter! Venus! Meditazione! | Potere planetario Sailor: Urano! Nettuno! Plutone! Mercurio! Marte! Giove! Venere! Riflessione! | Sailor Planet Power Uranus! Neptune! Pluto! Mercury! Mars! Jupiter! Venus! Meditation! | manga/Crystal       |

Dead Scream: per realizzare questo attacco, Sailor Pluto solleva il Garnet Rod in alto e crea un piccolo mulinello d'aria, definito dall'autrice "Vento d'Oltremondo", che avvolge il suo corpo.
A questo punto sussurra quasi impercettibilmente il nome della tecnica, mentre il vento si raccoglie nella Sfera di Granato, formando un ammasso sferico di energia color lavanda, dalla forma di un pianeta circondato da un anello, che viene scagliato contro il nemico dall'alto del suo scettro.
I kanji per il nome di questo attacco significano letteralmente urlo di distruzione, i kana di lettura utilizzati invece indicano come lettura appunto dead scream attingendo direttamente al potere della morte di cui era investito il dio romano Plutone, signore dell'Ade. Nel Sailor Moon SuperS Nakayoshi Anime Album, il vento che si crea intorno alla Garnet Orb si chiama vento dell'oltretomba.
Chronos Typhoon: attacco che prevede l'uso della Garnet Orb per colpire il nemico con un potente tifone d'energia.
Garnet Ball: attacco che prevede l'uso della Garnet Orb per creare uno scudo difensivo che protegge dall'interno chi vi si trova, di potenza pari al Silence Wall di Sailor Saturn.
Time Stop: attacco proibito che permette a Sailor Pluto di bloccare lo scorrere del tempo per un lasso alquanto breve, potere che costituisce per Sailor Pluto la rottura di un tabù, nel manga l'utilizzo di tale potere la conduce alla morte, nell'anime il suo ritorno forzato alle Porte dello Spazio-Tempo.

## Doppiatrici e attrici
Nella versione giapponese, Sailor Pluto è doppiata da Chiyoko Kawashima (anime anni 90) e da Ai Maeda (serie Crystal), mentre in quella italiana è doppiata da Daniela Fava nella serie anni 90 e da Eva Padoan in Sailor Moon Crystal.
Durante la stagione dei musical è stata interpretata da 9 attrici: Miwa Hosoki (1994-1995), Rei Saitou (1995-1998), Yuki Kamiya (1998), Seiko Nakazawa (1999), Teruyo Watanabe (2000), Yuko Hosaka (2000-2004), Yukiko Nakae (2004), Miho Yokoi (2005) e Mikako Ishii (dal 2014).

## Accoglienza e influenza
Sailor Pluto è stata citata come icona sexy (insieme ad altri personaggi femminili dei cartoni come Jessica Rabbit) nel secondo episodio del telefilm Franklin & Bash. Il personaggio ha anche avuto una citazione nell'anime Keroro nella puntata dedicata al declassamento di Plutone da pianeta a pianeta nano, dove Angol Mois indossa un costume della guerriera, anche se con colori differenti per fuku e scettro.
Nei sondaggi ufficiali pubblicati negli anni '90 Setsuna e Sailor Pluto sono considerati personaggi a sé stanti. Nel sondaggio del 1995 su cinquantuno scelte, Setsuna si è classificata al tredicesimo posto, mentre Sailor Pluto al quinto. Successivamente nel 1996 (sempre su cinquantuno scelte) Setsuna è risultata essere al ventinovesimo posto, mentre Sailor Pluto al ventunesimo.